# Великолепетиська селищна рада
Вели́колепети́ська се́лищна ра́да — адміністративно-територіальна одиниця та орган місцевого самоврядування в Великолепетиському районі Херсонської області. Адміністративний центр — селище міського типу Велика Лепетиха.

## Загальні відомості
Великолепетиська селищна рада утворена в 1956 році.
- Територія ради: 10,544 км²
- Населення ради: 8 620 осіб (станом на 1 січня 2011 року)
- Водоймища на території, підпорядкованій даній раді: Каховське водосховище

## Населені пункти
Селищній раді підпорядковані населені пункти:
- смт Велика Лепетиха

## Склад ради
Рада складається з 30 депутатів та голови.
- Голова ради: Якименко Валентина Григорівна
- Секретар ради: Груба Галина Анатоліївна

### Керівний склад попередніх скликань
| Прізвище, ім'я, по батькові   | Основні відомості                                                               | Дата обрання | Дата звільнення |
| ----------------------------- | ------------------------------------------------------------------------------- | ------------ | --------------- |
| Якименко Валентина Григорівна | Селищний голова, 1958 року народження, освіта вища, член Народної партії        | 26.03.2006   | 31.10.2010      |
| Якименко Валентина Григорівна | Селищний голова, 1958 року народження, освіта вища, член Народної партії        | 31.10.2010   | 10.11.2015      |
| Сінькевич Микола Вікторович   | Селищний голова, 1979 року народження, освіта професійно технічна, безпартійний | 11.11.2015   |                 |

Примітка: таблиця складена за даними сайту Верховної Ради України

### Депутати
За результатами місцевих виборів 2015 року депутатами ради стали:

#### За суб'єктами висування
| Суб'єкт висування                                       | Кількість обраних депутатів | %  |
| ------------------------------------------------------- | --------------------------- | -- |
| Партія регіонів                                         | 0                           | 0  |
| Народна партія                                          | 1                           | 4  |
| Комуністична партія України                             | 0                           | 0  |
| Політична партія «Сильна Україна»                       | 0                           | 0  |
| Єдиний Центр                                            | 0                           | 0  |
| Політична партія Всеукраїнське об'єднання «Батьківщина» | 0                           | 0  |
| Самовисування                                           | 21                          | 80 |
| Партія"БЛОК ПЕТРА ПОРОШЕНКА "СОЛІДАРНІСТЬ"              | 4                           | 16 |

#### За округами
| № округу                                    | Прізвище, ім'я, по батькові        | Дата визнання обраним | Партійна приналежність                           | Відомості про обраного депутата                         |
| ------------------------------------------- | ---------------------------------- | --------------------- | ------------------------------------------------ | ------------------------------------------------------- |
| Партія "БЛОК ПЕТРА ПОРОШЕНКА "СОЛІДАРНІСТЬ" |                                    |                       |                                                  |                                                         |
| 2                                           | Хребтова Тетяна Леонідівна         | 30.10.2015            | член Партії "БЛОК ПЕТРА ПОРОШЕНКА "СОЛІДАРНІСТЬ" | завідувач Великолепетиської районної дитячої бібліотеки |
| 4                                           | Гайван Анатолій Анатолійович       | 30.10.2015            | член Партії "БЛОК ПЕТРА ПОРОШЕНКА "СОЛІДАРНІСТЬ" | спортивний інструктор Великолепетиської селищної ради   |
| 8                                           | Кононенко Іван Миколайович         | 30.10.2015            | член Партії "БЛОК ПЕТРА ПОРОШЕНКА "СОЛІДАРНІСТЬ" | агроном фермерського господарства "НИКО"                |
| 17                                          | Бояркін Олександр Олександрович    | 30.10.2015            | член Партії "БЛОК ПЕТРА ПОРОШЕНКА "СОЛІДАРНІСТЬ" | приватний підприємець                                   |
| Народна партія                              |                                    |                       |                                                  |                                                         |
| 1                                           | Шикула Наталія Володимирівна       | 30.10.2015            | член Народної партії                             | пенсіонер                                               |
| Позапартійні                                |                                    |                       |                                                  |                                                         |
| 3                                           | Троцан Наталія Вікторівна          | 30.10.2015            | позапартійна                                     | секретар Великолепетиської селищної ради                |
| 5                                           | Горішній Юрій Павлович             | 30.10.2015            | позапартійний                                    | приватний підприємець                                   |
| 6                                           | Овдієнко Ігор Володимирович        | 30.10.2015            | позапартійний                                    | начальник ДАІ РВУМВС України Великолепетиського району  |
| 7                                           | Петренко Валентина Олександрівна   | 30.10.2015            | позапартійна                                     | завідувач сектором оподаткування юредичних осіб ОДПІ    |
| 9                                           | Глущик Олександр Миколайович       | 30.10.2015            | позапартійний                                    | безробітній                                             |
| 10                                          | Груба Галина Анатоліївна           | 30.10.2015            | позапартійна                                     | пенсіонер                                               |
| 11                                          | Осоченко Юрій Олексійович          | 30.10.2015            | позапартійний                                    | приватний підприємець                                   |
| 12                                          | Маслаган Сергій Анатолійович       | 30.10.2015            | позапартійний                                    | приватний підприємець                                   |
| 13                                          | Волинець Лариса Михайлівна         | 30.10.2015            | позапартійна                                     | адміністратор ФОП Тоцька Н.П.                           |
| 14                                          | Гнатенко Андрій Сергійович         | 30.10.2015            | позапартійний                                    | машиніст насосних установок                             |
| 15                                          | Рудаков Олег Володимирович         | 30.10.2015            | позапартійний                                    | безробітній                                             |
| 16                                          | Побийвовк Тетяна Олександрівна     | 30.10.2015            | позапартійна                                     | приватний підприємець                                   |
| 18                                          | Бояркін Євген Олександрович        | 30.10.2015            | позапартійний                                    | ДП-ЗКУ "Великолепетиський елеватор"                     |
| 19                                          | Василенко Вячеслав Іванович        | 30.10.2015            | позапартійний                                    | охоронець селищного будинку культури                    |
| 20                                          | Смірнова Оксана Анатоліївна        | 30.10.2015            | позапартійна                                     | вчитель ЗОШ №2                                          |
| 21                                          | Ведмедський Владислав Валентинович | 30.10.2015            | позапартійний                                    | приватний підприємець                                   |
| 22                                          | Сапронова Людмила Андріївна        | 30.10.2015            | позапартійна                                     | безробітня                                              |
| 23                                          | Кубатко Олег Миколайович           | 30.10.2015            | позапартійний                                    | безробітній                                             |
| 24                                          | Грищенко Геннадій Васильович       | 30.10.2015            | позапартійний                                    | ДП-ЗКУ "Великолепетиський елеватор"                     |
| 25                                          | Рогачов Юрій Вікторович            | 30.10.2015            | позапартійний                                    | вчитель фізичної культури (вищої категорії) ЗОШ №2      |
| 26                                          | Жовтобрюх Анатолій Іванович        | 30.10.2015            | позапартійний                                    | ДП-ЗКУ "Великолепетиський елеватор"                     |